# Ilka Minor

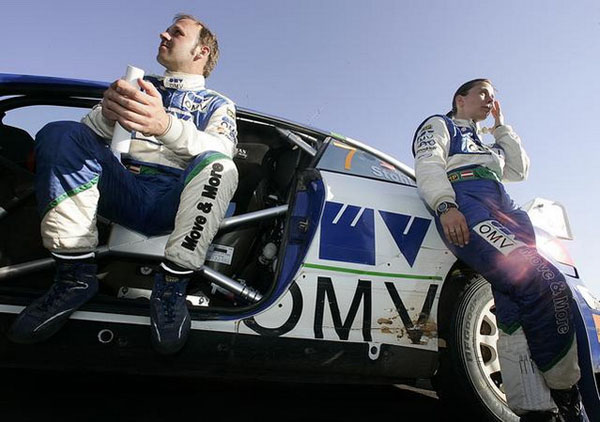
I. Minor et son compatriote Manfred Stohl, vainqueurs du Rallye des Nations en 2009 sur Evo IX.

Ilka Minor-Petrasko (* 30 avril 1975 à Klagenfurt; née Ilka Petrasko) est une copilote de rallye autrichienne.

## Biographie
Entre 1994 et 1997 elle était la copilote d'Achim Mörtl, et à partir de 1998 elle participa au championnat d'Autriche des Rallyes, avec David Doppelreiter et Markus Mitterbauer. Aux côtés de Manfred Stohl elle débuta dans les compétitions internationales en 2001.
En 2005 elle participa à 36 épreuves et fut élue "Sportive des sports automobiles de l'année" en Autriche. En 2006 elle devient la copilote de Manfred Stohl à bord d'une Peugeot 307 WRC, et en 2007 le même équipage participa au championnat du monde des rallyes au sein de l'équipe Kronos Racing à bord d'une Citroën Xsara WRC.
À partir de 2010 elle fut la copilote de Henning Solberg et à compter du rallye de Grande-Bretagne 2012 elle devint celle du russe Evgeny Novikov jusqu'à la fin de la saison 2013. En 2014, 2015 et 2016, on la retrouve aux côtés de Henning Solberg, toujours en championnat du monde des rallyes.
En 2017, elle fut la copilote de Martin Prokop lors du rallye Dakar.
Elle est mariée, et habite à Vienne. Elle a une licence de sport automobile depuis 1994.